# Ischhofen

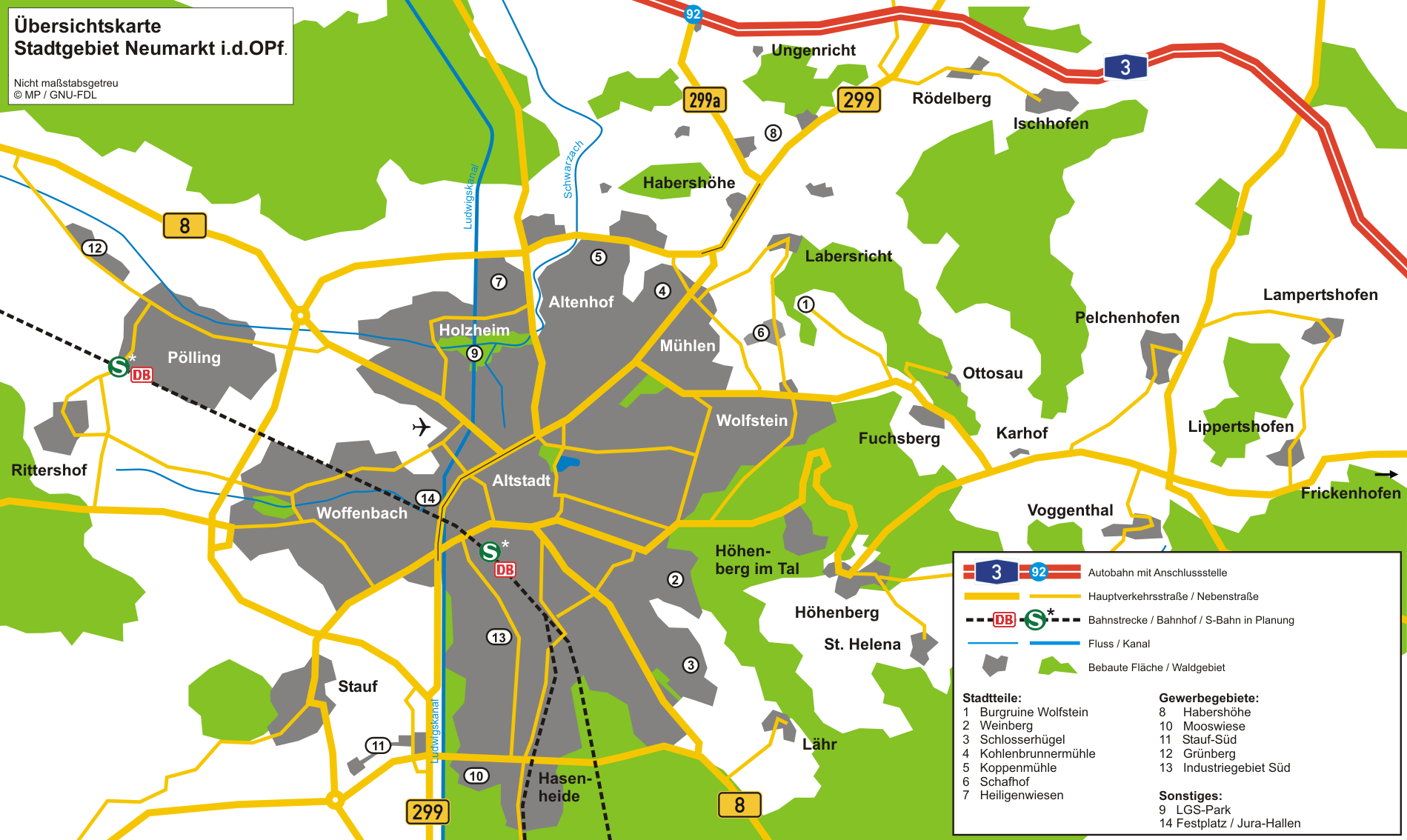
Stadtgebiet Neumarkt

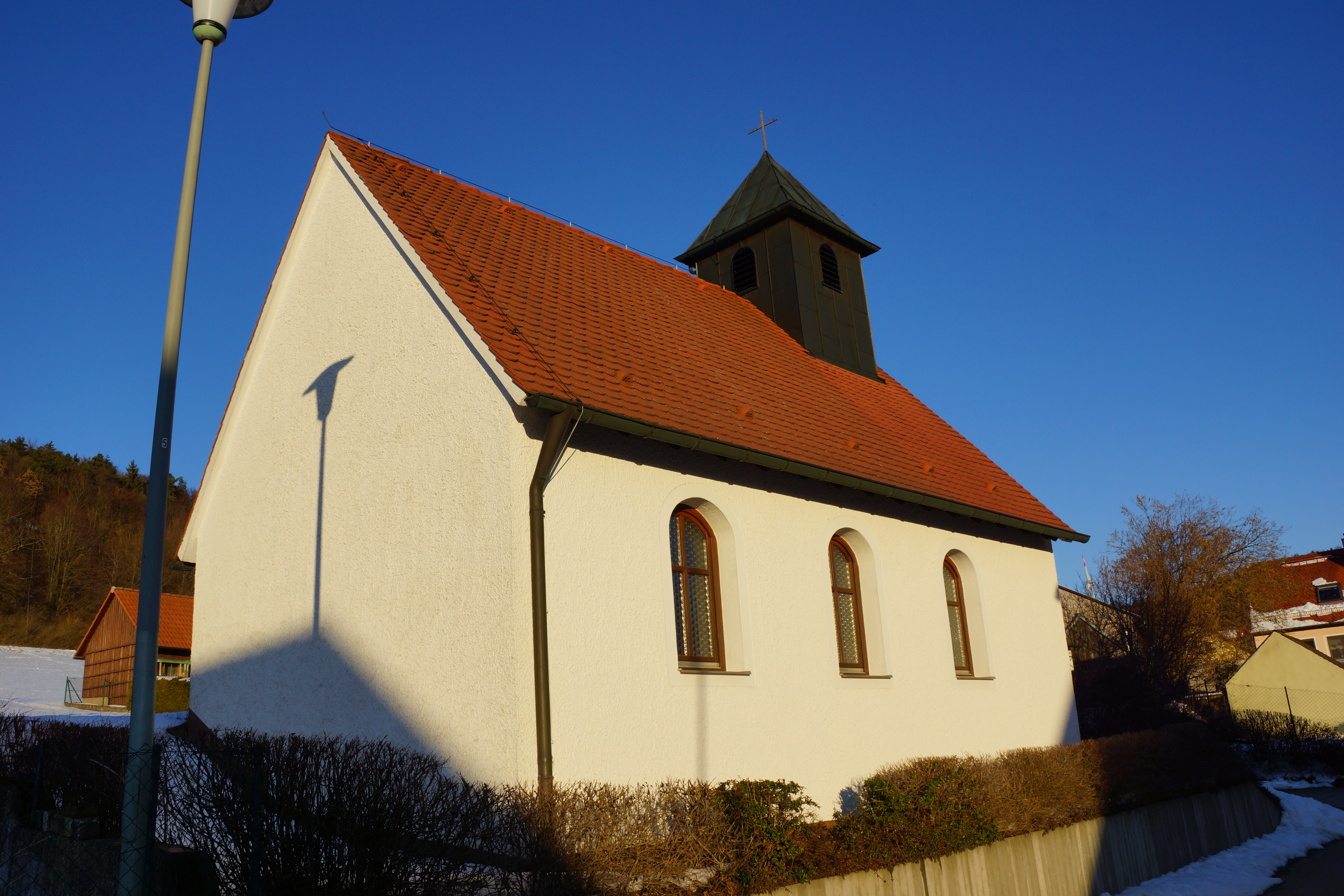
Ortskapelle Mariä Heimsuchung, Ischhofen

Ischhofen ist ein Gemeindeteil der Großen Kreisstadt Neumarkt in der Oberpfalz. Bis zur Gemeindegebietsreform, die am 1. Juli 1972 in Kraft trat, gehörte das Kirchdorf zur ehemaligen Gemeinde Mühlen. Ischhofen liegt in einem Seitental am östlichen Rand des Pilsachtals ganz im Norden des Stadtgebietes, südlich der Bundesautobahn 3 auf etwa 470 m ü. NHN und hat 154 Einwohner (Stand 2022).
Der Ort entstand bereits im 15. Jahrhundert, um 1471 wurde ein Marquart Ischhofer erwähnt, von dem sich der Ortsname ableitet.

## Sehenswürdigkeiten
In der Liste der Baudenkmäler in Neumarkt in der Oberpfalz ist für Ischhofen die Ortskapelle Mariä Heimsuchung als einziges Baudenkmal aufgeführt.